# Geoffrey Miller

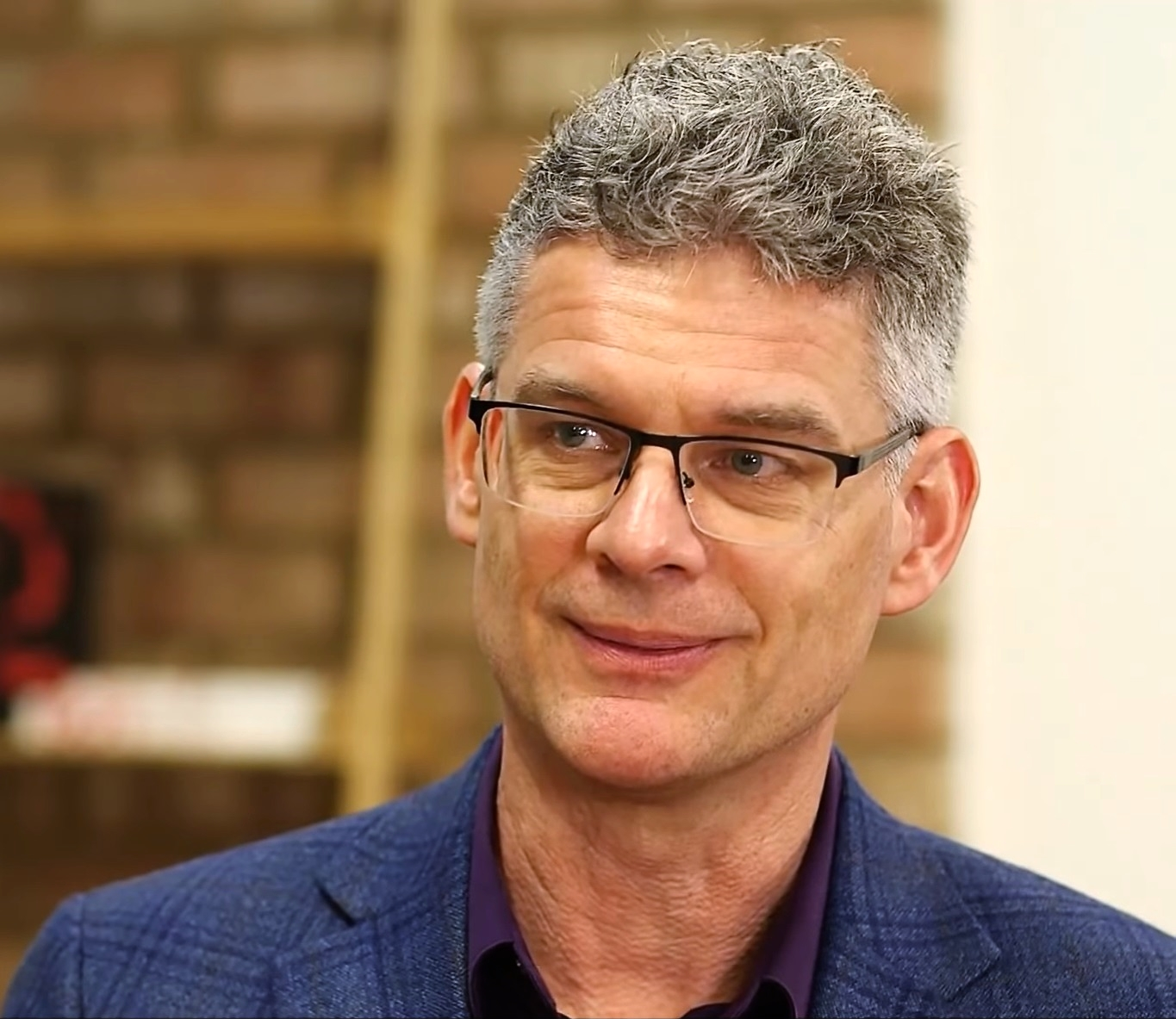
Geoffrey Miller

Geoffrey Franklin Miller (* 1965 in Cincinnati, Ohio) ist ein US-amerikanischer Psychologe und Evolutionspsychologe an der University of New Mexico.

## Leben
Sein Studium absolvierte er an der Columbia University und er promovierte anschließend an der Stanford University in Kognitionspsychologie. Danach war er an verschiedenen Forschungseinrichtungen und Universitäten tätig, unter anderem am Max-Planck-Institut für psychologische Forschung in München, an den Universitäten von Sussex und Nottingham sowie am Centre for Economic Learning and Social Evolution am University College London. Derzeit ist er Associate Professor an der University of New Mexico.
Miller lebt mit der Wissenschaftsjournalistin Rosalind Arden zusammen und hat eine Tochter.

## „The Mating Mind“
In seinem, im Jahr 2000 veröffentlichten Buch The Mating Mind erklärt Miller die hohe Intelligenz und die kreativen Fähigkeiten des Menschen im Sinne der evolutionären Psychologie als Folge der sexuellen Selektion.
Das menschliche Gehirn sei in seiner Größe und mit seinen Leistungen für die Fähigkeiten, die der Mensch unter prähistorischen Bedingungen zum Überleben brauchte, deutlich überdimensioniert, also nicht allein durch die natürliche Selektion erklärbar. Ebenso wie die überdimensionierten Schwanzfedern des Pfaus sei das überdimensionierte Gehirn des Menschen dadurch entstanden, dass weibliche Exemplare unserer Vorfahren diejenigen männlichen Exemplare bevorzugten, die durch Intelligenz und Kreativität gewissermaßen einen höheren Unterhaltungswert hatten.
Bezugnehmend auf Ronald Aylmer Fisher, der in seinem 1930 erschienenen Buch The Genetical Theory of Natural Selection die von Charles Darwin stammende, aber zunächst wenig rezipierte Idee der sexuellen Selektion mathematisch untersucht hatte, geht Miller davon aus, dass es zu einem Selbstläuferprozess (runaway process) komme: Einerseits wird das überdurchschnittliche Gehirn des männlichen prähistorischen Menschen, der durch dieses eine höhere Zahl von Nachkommen hatte, nicht nur auf die männlichen, sondern auch auf seine weiblichen Nachkommen übertragen; andererseits tragen nach einigen Generationen die meisten männlichen Menschen mit überdurchschnittlichem Gehirn zugleich von ihrer Mutter ererbte Gene in sich, auf denen die sexuelle Präferenz für ebensolche Männer gespeichert ist, und die sie auch dann an ihre Töchter weitergeben können, wenn sie sich mit einem weiblichen Menschen gepaart haben, der noch nicht Träger dieses Gens war. So kommt es zu einer Ausbreitung beider Eigenschaften auf die gesamte Population.
Siehe auch: 37%-Regel

## Schriften
- Geoffrey Miller: The mating mind, how sexual choice shaped the evolution of human nature. Anchor, New York 2001, ISBN 978-0-385-49517-2 (in zahlreiche Sprachen übersetzt, deutsche Ausgabe: Die sexuelle Evolution, Partnerwahl und die Entstehung des Geistes, Heidelberg 2001, ISBN 3-8274-1097-5).

- Glenn Geher (Editor), Geoffrey Miller (Editor): Mating Intelligence: Sex, Relationships, and the Mind's Reproductive System. Lawrence Erlbaum, 2007, ISBN 978-0-8058-5749-8.

- Geoffrey Miller: Spent. Sex, Evolution, and Consumer Behavior. Viking Adult, 2009, ISBN 978-0-670-02062-1.